# Вильялобос, Селия
Се́лия Вильяло́бос Тале́ро (исп. Celia Villalobos Talero; род. 18 апреля 1949, Бенальмадена) — испанский политик, член Народной партии Испании.

## Биография
В 1995—2000 годах Селия Вильялобос занимала должность мэра Малаги, затем вошла в кабинет министров Хосе Марии Аснара, где проработала в качестве министра продовольствия и здравоохранения с 2000 по 2002 годы. Её деятельность на этом посту оценивается неоднозначно, преимущественно из-за её выступления по поводу вспышки коровьего бешенства. Считалась одним из самых либеральных членов Народной партии. В течение десяти созывов с 1986 года являлась депутатом нижней палаты испанского парламента от Малаги, выступала спикером фракции партии. 20 февраля 2019 года заявила об окончании политической карьеры.